# Sexantaprista
Sexantaprista (en grec antic Ἑξαντάπριστα) era una ciutat de la Mèsia Inferior, a la vora del Danubi, a la via entre Trimammium i Tigra. Va ser l'emplaçament de la V cohort de la Legió I Italica i d'un esquadró de cavalleria. Podria ser la moderna Rustschuk o bé Lipnik.